# Усман Туре
Усман Туре (фр. Ousmane Touré; 1. новембар 2002) малијски је пливач чија специјалност су спринтерске трке делфин стилом. 

## Спортска каријера
Туре је на међународној сцени дебитовао на светском првенству у малим базенима у кинеском Хангџоуу 2018. где је наступио у квалификационим тркама на 200 мешовито (41) и 100 делфин (71. место). 
Годину дана касније по први пут је наступио и на светском првенству у великим базенима, у корејском Квангџуу 2019. где је пливао у тркама на 50 делфин (74) и 100 делфин (72. место). 